# Ilex diospyroides
Ilex diospyroides är en järneksväxtart som beskrevs av Reiss. Ilex diospyroides ingår i släktet järnekar, och familjen järneksväxter. Inga underarter finns listade i Catalogue of Life.